# 常田正

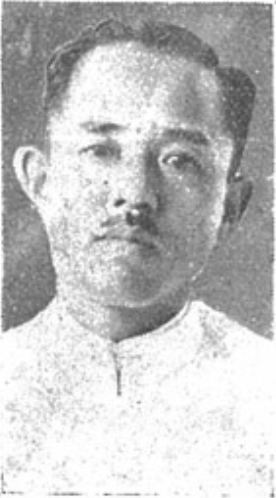
常田正

常田 正（ときだ つかさ、1893年（明治26年）1月10日 - 没年不明）は、大正から昭和時代前期の台湾総督府官僚。

## 経歴・人物
長野県北佐久郡に生まれる。1914年（大正3年）3月、長野県立小県蚕業学校を卒業し、小学校の教員を経て、長野県南佐久郡立農学校助教諭となる。
のち渡台し、1918年（大正7年）5月、台北庁農会技手を拝命。ついで台北州技手兼海山郡勤務、蘇澳郡庶務課長、羅東郡庶務課長、台北市文書課長を経て、1940年（昭和15年）10月、地方理事官に進み、花蓮港市助役となり、1942年（昭和17年）8月、高雄州旗山郡守に就任した。